# Kabinett Konoe II

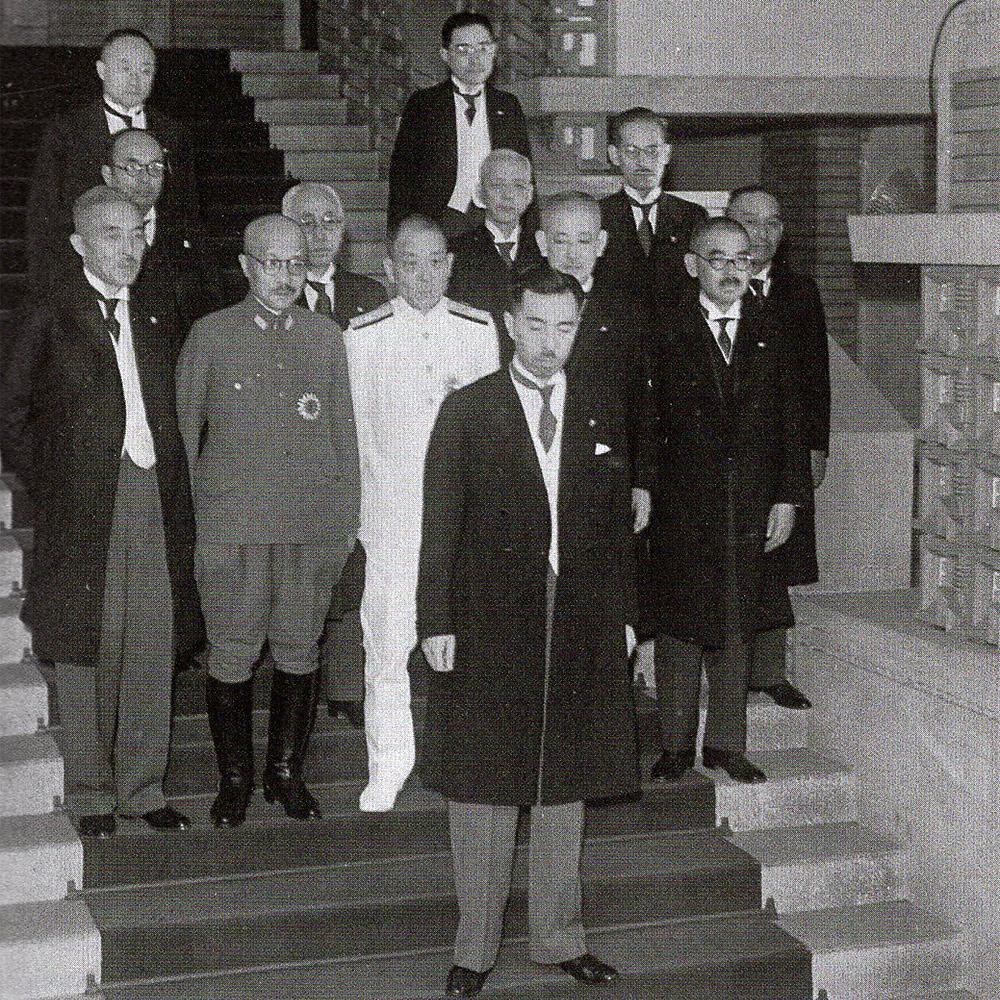
Das Kabinett Konoe II nach seiner ersten Sitzung am 22. Juli 1940

Das Kabinett Konoe II (jap. 第二次近衛内閣, dai-niji Konoe naikaku) regierte Japan unter Führung von Premierminister Konoe Fumimaro vom 22. Juli 1940 bis 18. Juli 1941.
| Amt                                     | Name                                             | Kammer (Wahlkreis) | Fraktion |
| --------------------------------------- | ------------------------------------------------ | ------------------ | -------- |
| Premierminister                         | Konoe Fumimaro                                   |                    |          |
| Außenminister                           | Matsuoka Yōsuke                                  |                    |          |
| Innenminister                           | Yasui Eiji bis 21. Dezember 1940                 |                    |          |
| Innenminister                           | Hiranuma Kiichiō bis 18. Juli 1941               |                    |          |
| Finanzminister                          | Kawada Isao                                      |                    |          |
| Heeresminister                          | Tōjō Hideki                                      |                    |          |
| Marineminister                          | Yoshida Zengo bis 5. September 1940              |                    |          |
| Marineminister                          | Oikawa Koshirō bis 18. Juli 1941                 |                    |          |
| Justizminister                          | Kazami Akira bis 21. Dezember 1940               |                    |          |
| Justizminister                          | Yanagawa Heisuke bis 18. Juli 1941               |                    |          |
| Kultusminister                          | Hashida Kunihiko                                 |                    |          |
| Minister für Landwirtschaft und Forsten | Konoe Fumimaro bis 24. Juli 1940                 |                    |          |
| Minister für Landwirtschaft und Forsten | Ishiguro Tadaatsu bis 11. Juni 1941              |                    |          |
| Minister für Landwirtschaft und Forsten | Ino Tetsuya bis 18. Juli 1941                    |                    |          |
| Minister für Industrie und Handel       | Kobayashi Ichizō bis 4. April 1941               |                    |          |
| Minister für Industrie und Handel       | Toyoda Tejirō bis 18. Juli 1941                  |                    |          |
| Minister für Kommunikation              | Murata Shōzō                                     |                    |          |
| Eisenbahnminister                       | Murata Shōzō bis 28. September 1940              |                    |          |
| Eisenbahnminister                       | Ogawa Gōtarō bis 18. Juli 1941                   |                    |          |
| Kolonialminister                        | Matsuoka Yōsuke bis 28. September 1940           |                    |          |
| Kolonialminister                        | Akita Kiyoshi bis 18. Juli 1941                  |                    |          |
| Ministerium für Wohlfahrt               | Yasui Eiji bis 28. September 1940                |                    |          |
| Ministerium für Wohlfahrt               | Kanemitsu Tsuneo bis 18. Juli 1941               |                    |          |
| Staatsminister                          | Hiranuma Kiichirō 6. bis 21. Dezember 1940       |                    |          |
| Staatsminister                          | Hoshino Naoki 6. Dezember 1940 bis 4. April 1941 |                    |          |
| Staatsminister                          | Oguara Masatsune 2. April bis 18. Juli 1941      |                    |          |
| Staatsminister                          | Suzuki Teiichi 4. April bis 18. Juli 1941        |                    |          |
| Minister ohne Geschäftsbereich          | Hoshino Naoki                                    |                    |          |
| 1. 2.                                   |                                                  |                    |          |

## Andere Positionen
| Amt                        | Name          |
| -------------------------- | ------------- |
| Chefkabinettssekretär      | Tomita Kenji  |
| Leiter des Legislativbüros | Murase Naokai |